# Weißkirchen in Steiermark
Weißkirchen in Steiermark osztrák mezőváros Stájerország Mura-völgyi járásában. 2017 januárjában 4910 lakosa volt. 

## Elhelyezkedése

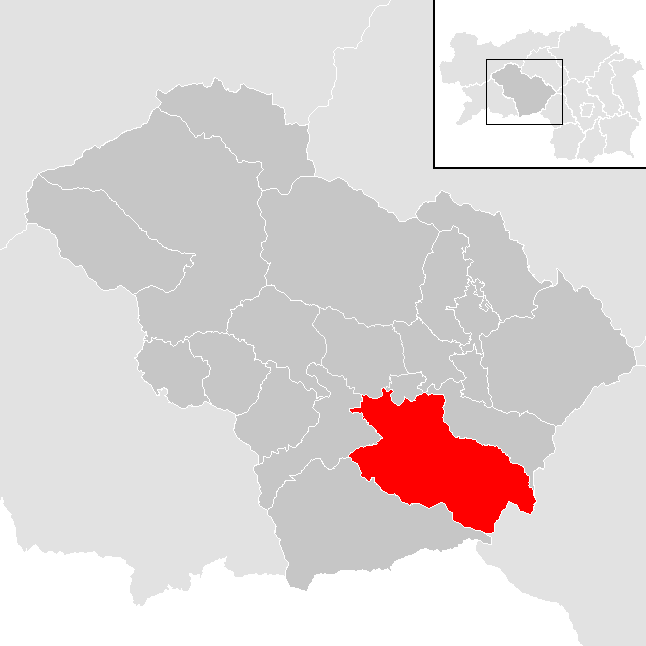
Weißkirchen in Steiermark a Mura-völgyi járásban

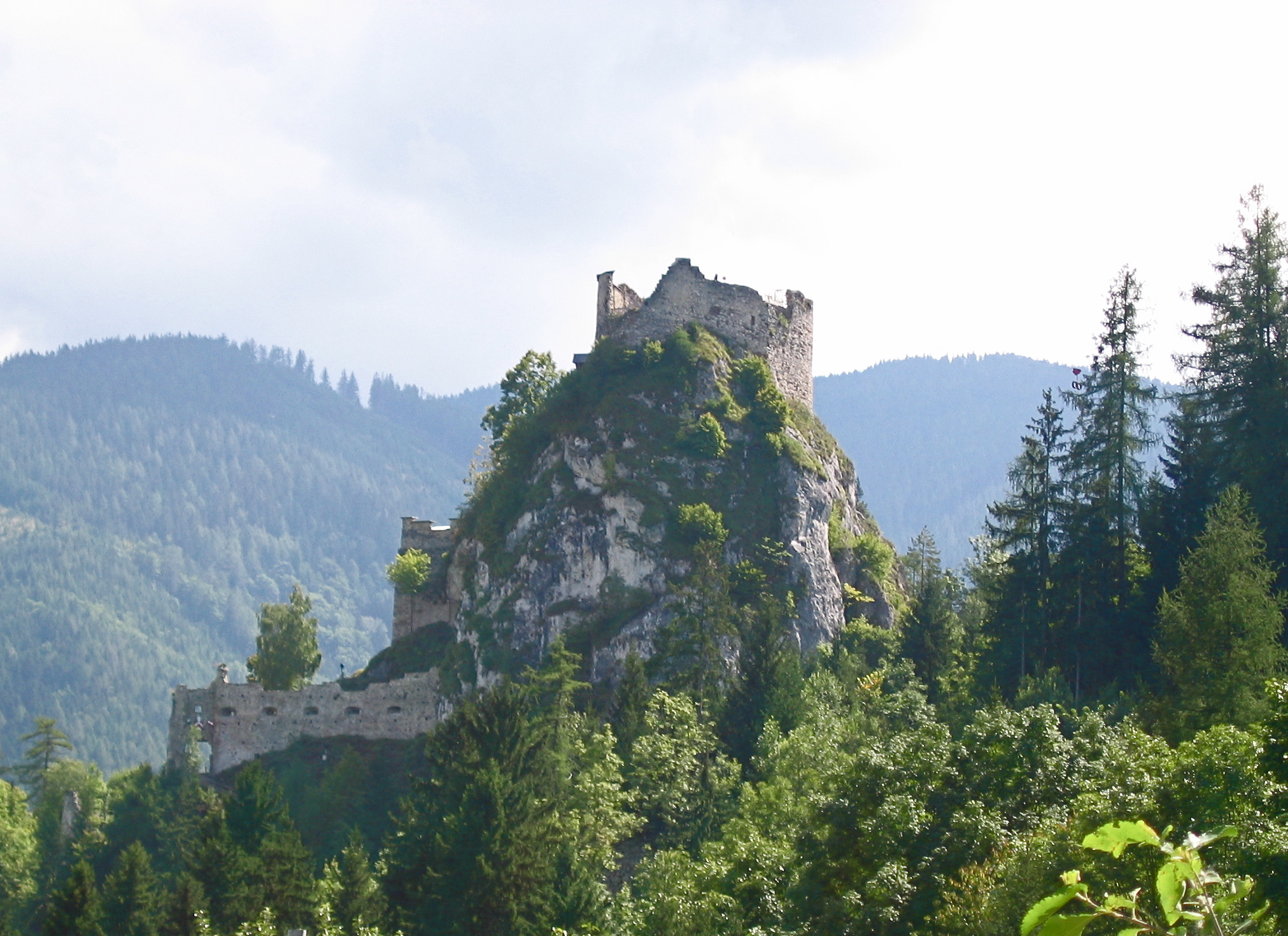
Eppenstein várának romjai

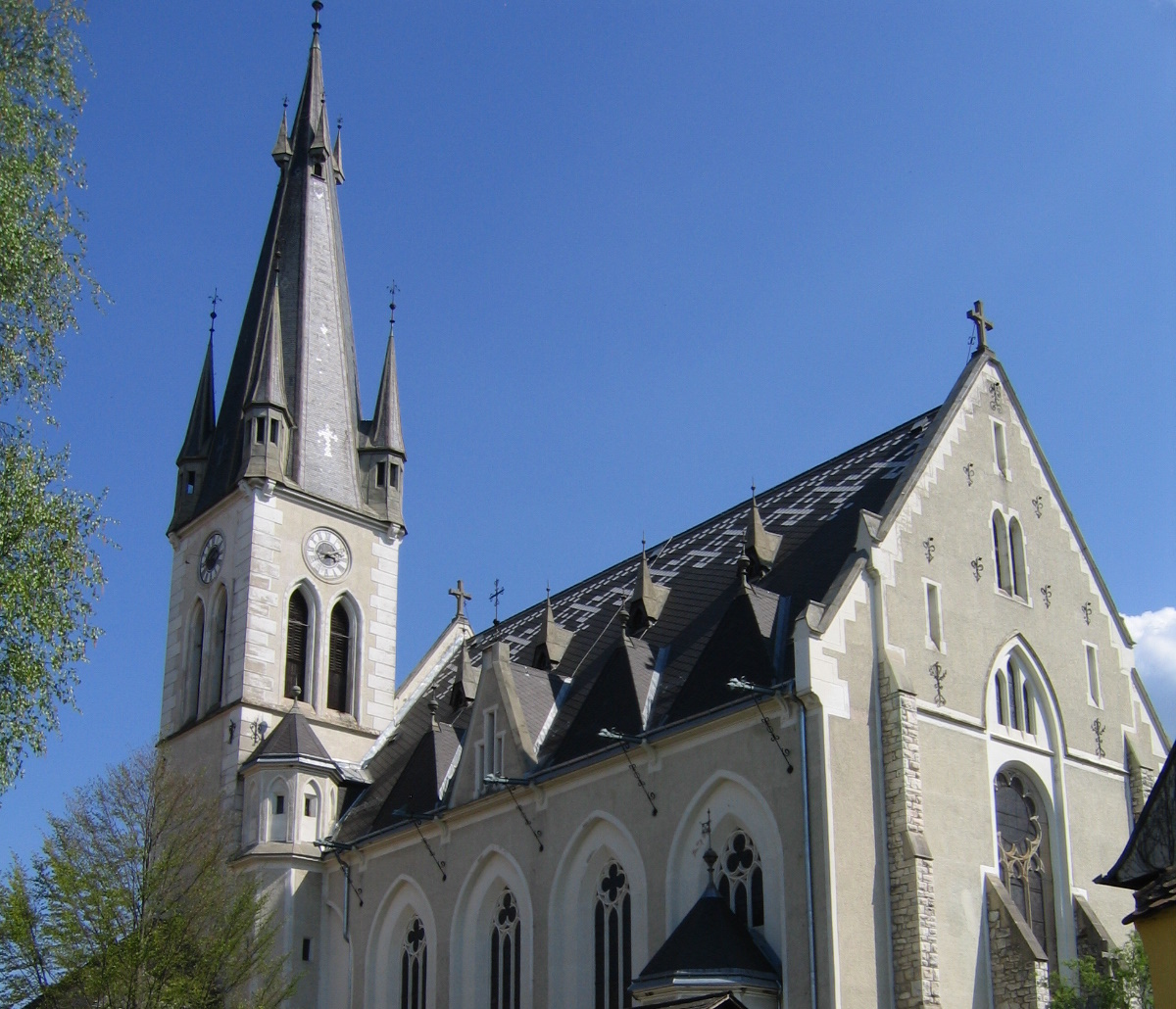
A Szt. Vitus-plébániatemplom Weißkirchenben

Weißkirchen in Steiermark a tartomány nyugati részén fekszik, a Seetali-Alpok lábánál, a Granitzenbach (a Mura jobb oldali mellékfolyója) mentén, az Aichfeld medencéjének déli részén. Fő útvonalai a Judenburgot Voitsberggel összekötő B 77 (Gaberl Straße), illetve a Zeltweg és Bad Sankt Leonhard közötti B 78 (Obdacherstraße). Az önkormányzathoz 10 katasztrális községben 21 település tartozik: Allersdorf (283 lakos), Baierdorf (323), Baumkirchen (31), Eppenstein (386), Fisching (206), Größenberg (25), Großfeistritz (146), Kathal (194), Kothgraben (29), Maria Buch (297), Möbersdorf (369), Möbersdorfsiedlung (223), Mühldorf (116), Murdorf (17), Pichling (227), Reisstraße (130), Schoberegg (309), Schwarzenbach am Größing (160), Thann (62), Weißkirchen in Steiermark (1301) és Wöllmerdorf (76).
A környező önkormányzatok: délnyugatra Obdach, nyugatra Judenburg, északnyugatra Fohnsdorf, északra Zeltweg, keletre Lobmingtal, délkeletre Hirschegg-Pack.

## Története
Weißkirchen környéke régóta lakott vidék. Bár a rómaiaknak nem volt erre nagyobb városuk, faragott köveik (sírkövek, feliratok) árulkodnak jelenlétükről. A mai lakosság ősei, a germán bajorok i.sz. 800 körül települtek meg a Mura völgyében.
A település temploma (amelyről a nevét is kapta) 1103-ban épült. A mai önkormányzat területén található Eppenstein vára, amely a 10. században épült a Mura menti kereskedelmi útvonal ellenőrzésére és amelyről a befolyásos hercegi család, az Eppensteinek kapták a nevüket. 1453-ban Weißkirchen mezővárosi jogokat kapott, amely által megnövekedett helyi jelentősége. Az évszázadok során több alkalommal sújtották háborúk vagy pestisjárványok. A tűzvészek és árvizek miatt középkori épületből csak kevés maradt meg, a belváros látképét 19. századi épületek határozzák meg.
A városi önkormányzat 1849/50-ben alakult. A település neve 1951-ben változott hivatalosan Weißkirchen in Steiermarkra. A 2015-ös stájerországi közigazgatási reform során az addig önálló Eppenstein, Maria Buch-Feistritz és Reisstraße községeket a mezővároshoz csatolták.

## Lakosság
A Weißkirchen in Steiermark-i önkormányzat területén 2017 januárjában 4910 fő élt. A lakosságszám 2001 óta (akkor 5067) csökkenő tendenciát mutat. 2015-ben a helybeliek 97,7%-a volt osztrák állampolgár; a külföldiek közül 0,9% a régi (2004 előtti), 0,7% az új EU-tagállamokból érkezett. 0,3% a volt Jugoszlávia (Szlovénia és Horvátország nélkül) vagy Törökország, 0,4% egyéb országok polgára. 2001-ben a lakosok 88,1%-a római katolikusnak, 1,7% evangélikusnak, 8,5% felekezet nélkülinek vallotta magát.

## Látnivalók

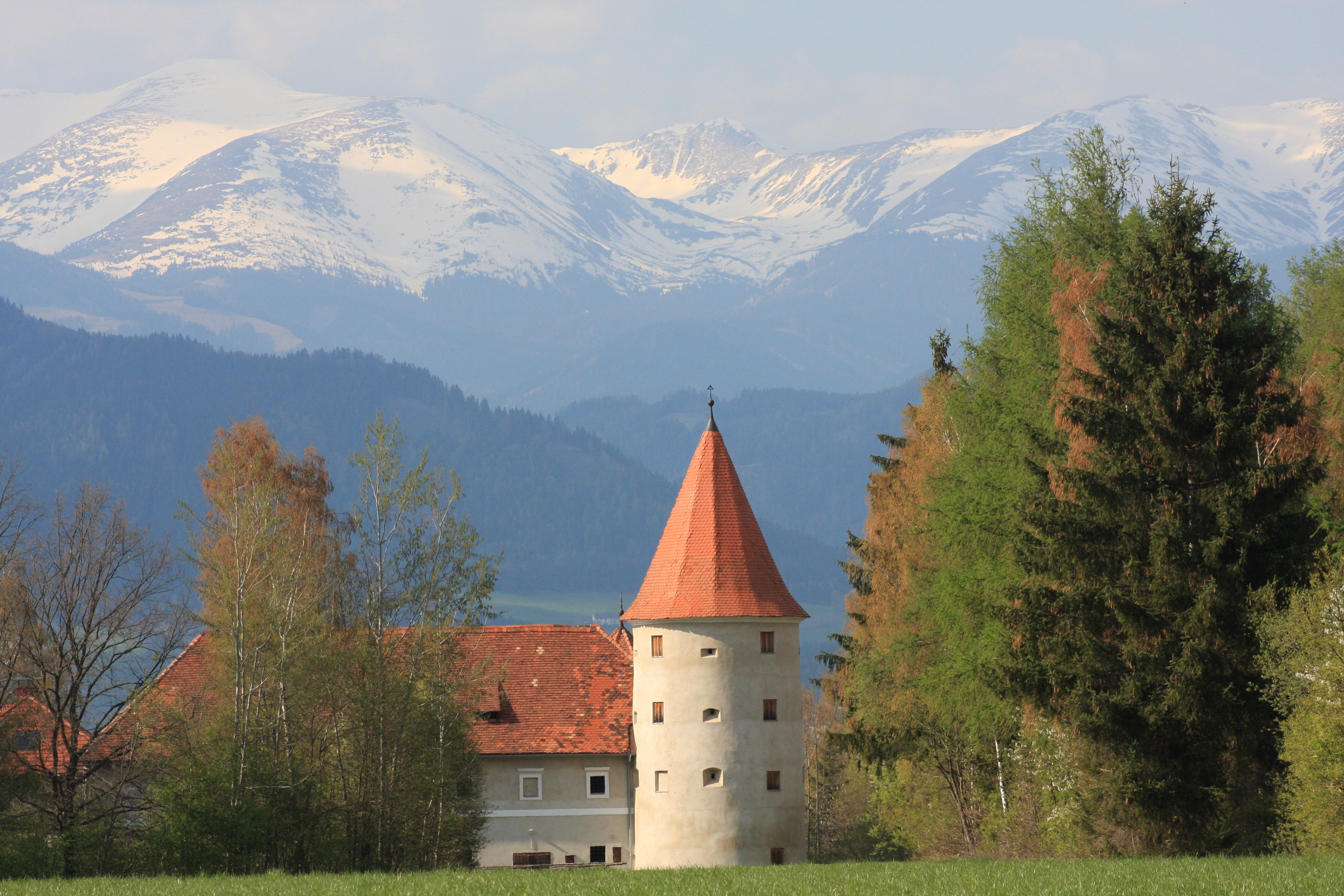
Thann vára

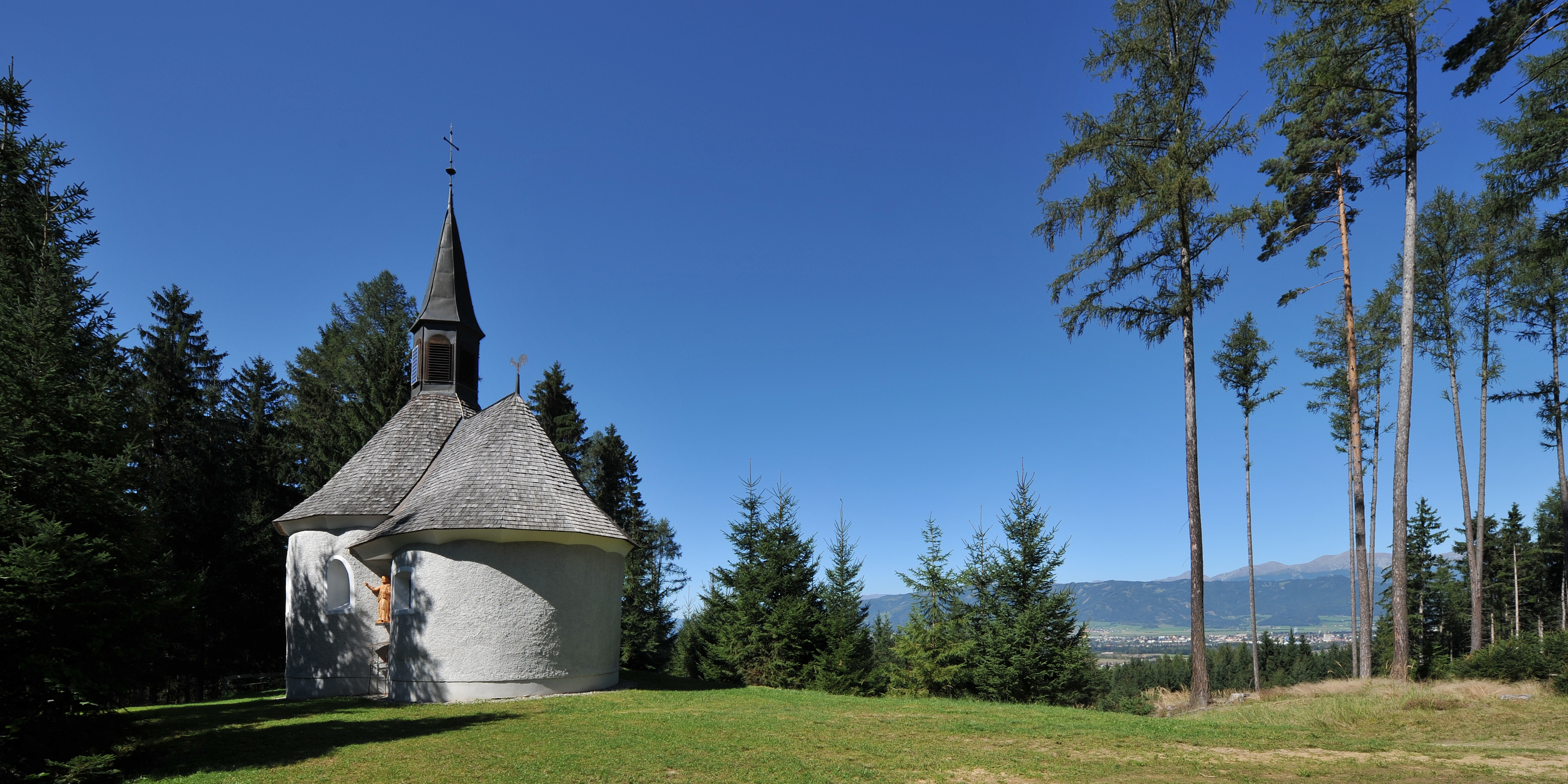
Az allersdorfi Miksa-kápolna

- Eppenstein várának romjai. A vár egy ideig a Nádasdy-család birtokában is volt.
- Liechtenstein várának romjai Maria Buchban
- Weißkirchen Szt. Vitus-plébániatemplomát először 1066-ban említik. 1103-1958 között St. Lambrecht apátságának felügyelete alá tartozott. 1903/04-ben neogótikus stílusban átépítették. Késő gótikus freskói 1504-ből származnak.
- Maria Buch Mária mennybemenetele-plébániatemploma
- Reisstraße Keresztelő Szt. János-plébániatemploma
- Schoberegg Szt. András-temploma
- az allersdorfi román stílusú Szt. Miksa-kápolna
- a reisstraßei Szt. Rókus-kápolna
- Thann vára
- a 19. századi arzénérc-égető kemence Kothgrabenben

## Fordítás
- Ez a szócikk részben vagy egészben  a   Weißkirchen in Steiermark című német Wikipédia-szócikk ezen változatának fordításán alapul.  Az eredeti cikk szerkesztőit annak laptörténete sorolja fel. Ez a jelzés csupán a megfogalmazás eredetét és a szerzői jogokat jelzi, nem szolgál a cikkben szereplő információk forrásmegjelöléseként.